# LG 옵티머스 LTE II
LG 옵티머스 LTE II (LG Optimus LTE II)는 LG전자가 2012년 5월 21일에 출시한 안드로이드 스마트폰이다. 옵티머스 LTE의 후속 기종으로, 대한민국에서만 출시되었다.
4.0.3 아이스크림 샌드위치가 탑재되었으며, 세계 최초로 2 GB의 램이 장착되었다.
LG-F160LV는 VoLTE를 출시부터 지원한 모델이며, LG-F160L도 추후 업데이트를 통해 지원하게 되었다.

## 무선 충전
무선 충전방식을 지원하며, 세계무선충전협회(WPC) 표준방식을 채택한 무선충전패드라면 제조사와 상관없이 충전할 수 있다.

## 운영 체제 업그레이드

### 안드로이드 4.1.2 젤리빈 업그레이드와 논란
2012년 12월 11일 KT모델부터 안드로이드 4.1.2 젤리빈으로의 업그레이드가 시작되었다.
연이어 하루 단위로 LG 유플러스, SK텔레콤 제품의 업데이트가 실시되었으며 LG 유플러스 VoLTE제품은 2달후 업데이트가 실시되었다.
새로운 잠금화면 효과,Q메모, Q보이스가 탑재되었고 성능이 향상되고 기존에 있던 버그 등이 많이 개선되었다. 이로써 옵티머스 LTE2는 LG전자의 첫 안드로이드 4.1.2 젤리빈 업그레이드 스마트폰으로 이름을 올렸다. 하지만 업그레이드 이후 많은 옵티머스 LTE2 사용자들이 갑자기 폰이 먹통되고 뜬금없이 '저장소 암호를 해독하려면 비밀번호를 입력하세요'라는 문구가 뜨는 현상이 일어나기 시작했다. 이 오류는 흔히 저장소 오류라고 하는데 그 원인은 옵티머스 LTE2 메인보드에 사용된 도시바 eMMC 메모리 결함으로 나타나는 증세로 밝혀졌다. 수리 방법은 메인보드 교체 뿐이었다. 하지만 LG전자 측은 기기 결함을 인정하고도 리콜을 하는 등 아무런 대책을 마련하지 않았고 2013년까지 이 문제로 서비스센터를 방문하면 본사에서 별다른 지침을 전달받지 못했다면서 수리비만 25만원을 개인 부담 했어야했다.

### 안드로이드 4.4 킷캣 업그레이드 불가 논란
옵티머스 LTE2는 안드로이드 4.4 킷캣 업그레이드가 이루어질 예정이였으나 시스템 용량 문제로 인해 취소되었다.
LG전자는 옵티머스 LTE2는 시스템 메모리 용량 200MB 부족으로 안드로이드 4.4 킷캣 업그레이드를 할 수 없다고 공식적으로 발표를 하였으나 현 시점에서 리파티션
이라는 기술로 해결할 수 있는 사항이다. 하지만 LG전자 측은 이 내용에 대해서 제대로 해명하지 않았고 스펙이 비슷한 2012년 9월 출시 옵티머스 뷰2와 2013년 4월 출시 보급형기기 옵티머스 LTE3가 안드로이드 4.4 킷캣 업그레이드를 진행한 바 있어 구기기 사후지원 미적이 아닌가 하는 논란이 일고 있다. 이미 많은 사용자들이 LG전자 측으로 항의를 했지만 무덤덤한 반응이었다.

## 특수 기능

### Q 보이스
인공지능 음성인식 시스템으로, 말을 해서 각종 기능을 실행하거나 원하는 것을 찾을 수 있다. 애플의 시리, 삼성전자의 S 보이스와 유사하며, LG전자의 독자기술인 '베르니케'엔진을 사용하여 높은 인식률과 재미있는 멘트를 쓰기도 한다. 베르니케 엔진 덕분에 자연어 처리에 능숙한 모습을 보인다.

### Q 메모
안드로이드 기본 캡처기능에서 좀 더 확장된 기능을 제공하는 캡처 애플리케이션이다. 어느 화면에서든지 볼륨 업 키와 볼륨 다운키를 동시에 누르면 캡처할 수 있고, 즉시 공유도 가능하다. 또한 캡처된 화면에 메모를 하는 것도 가능하다.

### Q슬라이드
동시에 다중작업을 할 수 있도록 만들어 준다. 현재 지원하는 애플리케이션은 기본 동영상 앱 정도로, 빈약하다. 후속기종에 탑재된 Q슬라이드 2가 탑재되지 않아 유저들의 불만을 사고있다. 젤리빈 업데이트 때 추가된 기능이다.

### 타임머신 샷
기본 카메라앱에 포함되어있는 기능이다. 타임머신 샷 기능을 켜면 찍기 버튼을 누른 후 5초동안 연속으로 사진을 계속 찍는다. 그리고, 가장 잘 찍힌 사진을 골라 따로 저장할 수 있다.

### 제스처
자이로센서를 이용하여 폰을 뒤집는 등의 동작을 취하면 알람을 끄거나 동영상을 멈추는 등의 작업을 실행한다.